# Vitka Kempner

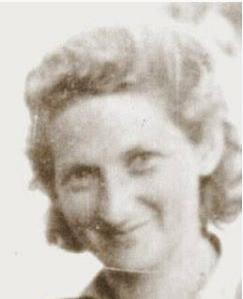
Vitka Kempner während des Zweiten Weltkriegs

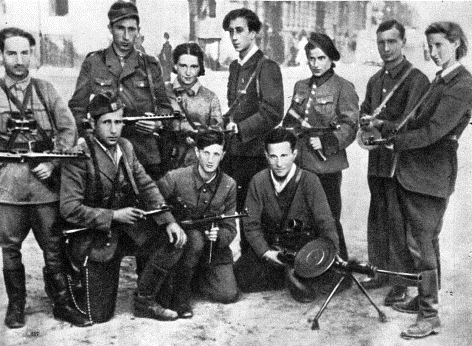
Jüdische Widerstandskämpfer nach der sowjetischen Einnahme Wilnas (Juli 1944), ganz rechts Vitke Kempner, in der Mitte stehend ihr späterer Ehemann Abba Kovner, rechts neben ihm Rozka Korczak

Vitka Kempner (auch Vitke Kempner oder Witka Kempner; * 14. März 1920 in Kalisz; † 15. Februar 2012 im Kibbuz En HaChoresch, Israel) war eine polnisch-jüdische Partisanenführerin im Zweiten Weltkrieg und wurde Mitglied der Organisation Nakam. Nach dem Krieg war sie Israelin und als Psychologin tätig.

## Leben
Vitka Kempner wuchs in einer jüdischen Familie in Kalisz auf. Als die Wehrmacht 1939 die Stadt eroberte, war sie 19 Jahre alt. Es gelang ihr, ins sowjetisch besetzte, als „Jerusalem des Ostens“ bekannte, jüdisch und polnisch geprägte Wilna (jiddisch Vilne) im heutigen Litauen zu fliehen, und sie sah ihre in Kalisz zurückgebliebenen Eltern nie wieder. Bereits acht Monate nach ihrer Flucht marschierte die Wehrmacht bei der Operation Barbarossa auch in Wilna ein, und ihre Hoffnung, bald nach Palästina zu entkommen, war dahin. Sämtliche Juden der Stadt wurden 1941 im Ghetto Wilna zusammengetrieben. Vitka schloss sich in Wilna der jüdischen Jugendorganisation Haschomer Hazair an, wo sie Rozka Korczak und Abba Kovner kennen lernte. Vitka hörte durch eine Überlebende, die der Massenhinrichtung im Wald von Ponary entkommen war, von der systematischen Ermordung von Juden. Während der Vorsitzende des Judenrats, Jacob Gens, den Nachrichten keinen Glauben schenkte, entschlossen sich Vitka Kempner, Rozka Korczak und Abba Kovner, eine Widerstandsorganisation aufzubauen. Da Vitka Polnisch ohne jiddischen Akzent sprach, konnte sie sich mit blondierten Haaren unauffällig außerhalb des Ghettos bewegen und spielte somit eine entscheidende Rolle als Kurierin und Agentin. Im Januar 1942 beteiligte sie sich an der Gründung der jüdischen Vereinigten Partisanenorganisation (Fareinikte Partisaner Organisatzije, FPO). Im Sommer 1942 gelang es ihr, als Teil eines FPO-Kommandos mit einer selbst gebauten Bombe einen Waffentransportzug der Wehrmacht zu zerstören. Diese erfolgreiche Kampfaktion diente dem Wilnaer Dichter Hirsch Glik (1920–1944) als Vorlage für sein Gedicht Shtil, di nakht iz oysgeshternt. Als das Wilnaer Ghetto im September 1943 liquidiert wurde, entkam Vitka Kempner mit Abba Kovner, Rozka Korczak und mehreren hundert FPO-Mitgliedern durch die Kanalisation in die Wälder in der Umgebung der Stadt, um in den Wäldern von Rudniki unter dem Namen Nokmim („Rächer“) den Kampf fortzusetzen. Als Teil der Roten Armee waren die Nokmim an der Einnahme der Stadt Wilna beteiligt, wofür Vitka Kempner die Tapferkeitsmedaille der Sowjetunion erhielt.
Unmittelbar nach Kriegsende wurde Vitka Kempner Mitglied der von Abba Kovner gegründeten Untergrundorganisation Nakam („Rache“), die Vergeltung am deutschen Volk für die Shoah durch Tötung mehrerer Millionen Deutscher anstrebte. Die Jüdische Führung in Palästina war gegen dieses Vorhaben, doch setzte Nakam seine Tätigkeiten fort. Nach der Verhaftung Kovners durch den britischen Geheimdienst wählte Kempner als Ziel ein US-amerikanisches Gefangenenlager in Nürnberg-Langwasser aus, in dem etwa 30.000 Nationalsozialisten und SS-Leute einsaßen. Mehrere tausend Laib Brot wurden am 13. April 1946 mit Arsenik vergiftet, wodurch etwa 2000 Gefangene schwer erkrankten, von denen aber laut Dokumentation des Lagers alle überlebten. Im Widerspruch zu diesen offiziellen Daten gab Rich Cohen an, dass etwa 100 Nazis im Lager gestorben seien. Ermittlungen der Staatsanwaltschaft Nürnberg ergaben allerdings ebenso wie Interviews der Nürnberger Nachrichten im Jahre 1999 mit im Jahre 1946 vergifteten Männern der Waffen-SS, dass damals „eindeutig“ niemand getötet worden sei.

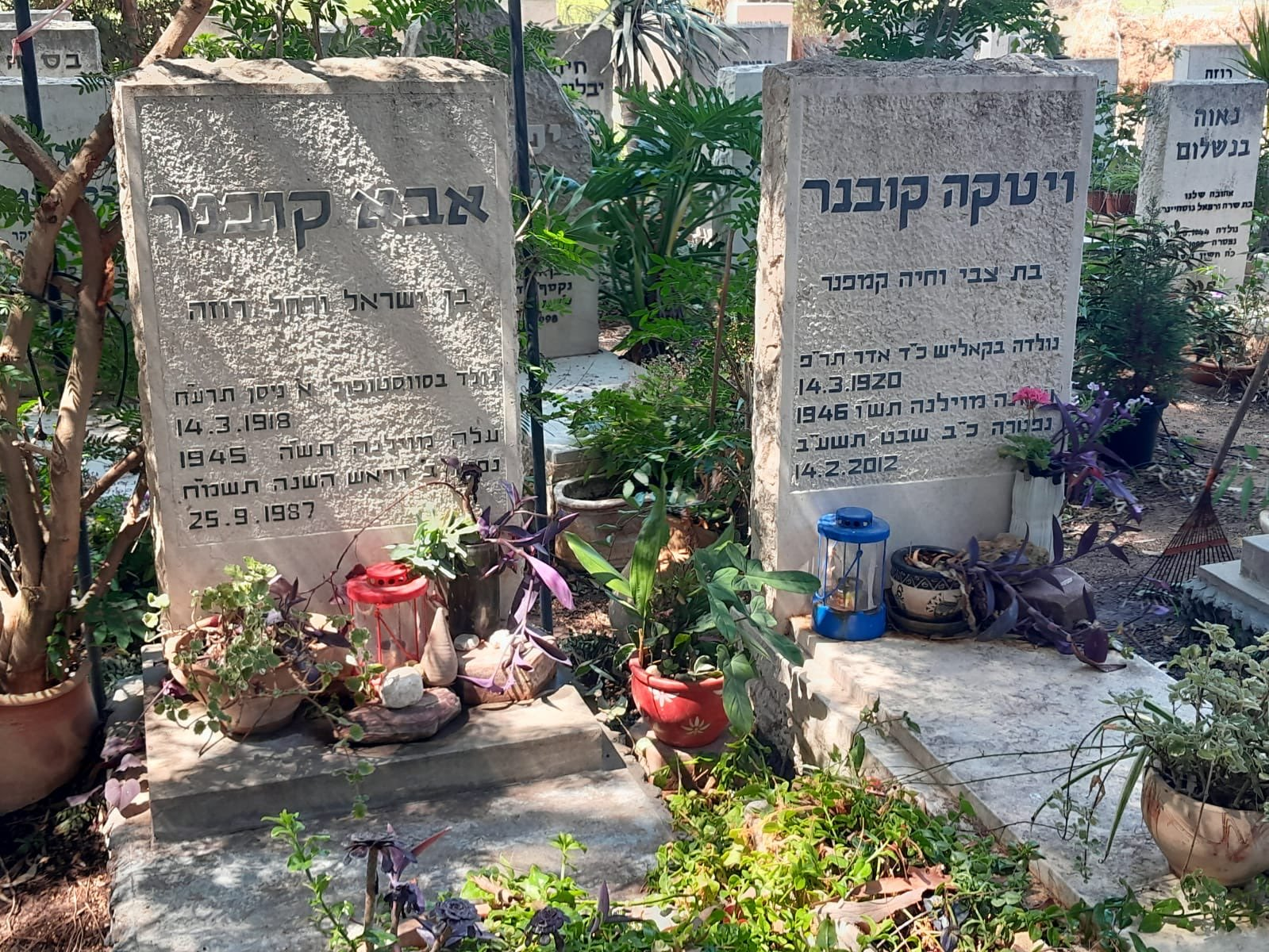
Gräber von Abba Kovner und Vitka Kempner

Nach dem Nürnberger Giftanschlag organisierte Vitka Kempner die Flucht der Nakam-Mitglieder nach Palästina. Dort heiratete sie 1946 Abba Kovner, mit dem sie sich im Kibbuz En HaChoresch niederließ und zwei Kinder hatte. Sie waren direkte Nachbarn von Rozka Korczak und ihrer Familie. Vitka Kempner war später als klinische Psychologin tätig. Sie überlebte ihren Mann Abba Kovner, aber auch ihre Nachbarin Korczak um etwa 24 Jahre. Als sie im Kibbuz En HaChoresch starb, hatte sie vier Enkel.